# Обрезание в иудаизме
Обрезание в иудаизме (ивр. מִילָה‎, мила́; בְּרִית מִילָה, брит мила́, буквально «завет обрезания») — обряд удаления крайней плоти у младенцев мужского пола, который символизирует завет между Богом и народом Израиля. Возможно, является старейшим еврейским ритуалом. Неотъемлемая часть еврейской самоидентификации.

## Обряд
По иудейскому закону обязанностью отца является совершить сыну обрезание (Ш. Ар. ИД. 260:1). Тот, кто не исполнил этой обязанности, подлежит раввинскому суду. Обрезание не является посвящением в еврейство, поскольку любой ребенок, который рождён еврейской матерью, является евреем вне зависимости от того, обрезан он или нет. Обрезания может сделать любой еврей или еврейка, если нельзя найти мужчину, желательно, чтобы этот обряд исполнялся строго по законам иудаизма (Ш. Ар. ИД. 264:1). Уже в талмудическую эпоху требовалось, чтобы проводящий обряд обрезания  моэль был профессионалом. В настоящее время в большинстве общин моэль проходит необходимую медицинскую подготовку. Обрезание производят на восьмой день после рождения ребёнка, желательно в утренние часы (Ш. Ар. ИД. 262:1), что отсылает ко рвению Авраама в исполнении Божественного предписания. Если новорождённый по медицинским показаниям обрезан ранее восьмого дня от рождения или родился «обрезанным» (без крайней плоти), на восьмой день проводится церемония хаттафат дам брит, включающая надрезание кожи и сцеживание капли крови. Церемонию обрезания не откладываются даже в случае, если восьмой день приходится на субботу или иудейский праздник, в том числе Йом-кипур.

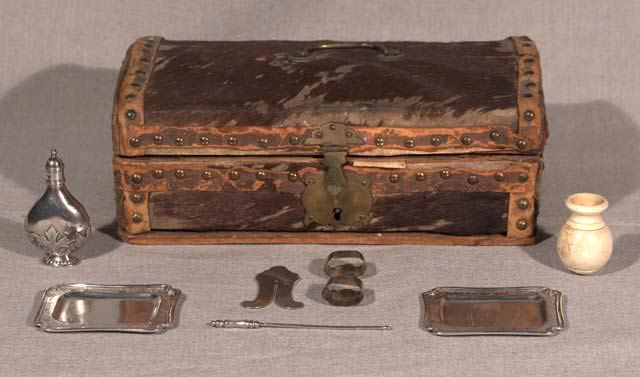
Семейный набор для обрезания семьи, около XVIII века. Деревянный ящик, покрытый коровьей кожей, серебряные принадлежности: подносы, зажим, указка для Торы, фляжка, сосуд для специй. Выставка в Библиотеке Конгресса

Согласно Библии, во времена Моисея и Иисуса Навина для обрезания применяли кремневые ножи (Исх. 4:25; ИбН. 5:2-3). Позднее они сменились металлическими. В Средние века церемония часто проводилась в синагоге, традиция чего сохранилась в некоторых еврейских общинах. В большей части общин обрезание производится в больнице или дома. В Израиле при родильных отделениях есть специальные помещения для обрезания.
При выполнении ритуала ребёнка приветствуют словами: барух ха-ба (`благословен приходящий`); сефарды исполняют пиют, который благословляет соблюдающих завет. Младенца берут из материнских рук и передают моэлю, кладущему его на так называемое кресло Илии (см. Илия), а затем — на подушку на коленях сандака. Он крепко держит ножки ребёнка, тогда как моэль производит обрезание. Последний делает часть обряда, которая называется при‘а: производит круговой надрез особым скальпелем и удаляет отрезанную кожу. Следующая часть именуется мецица, когда моэль отсасывает выступившую кровь. До середины XIX века кровь отсасывалась ртом, затем во многих еврейских общинах с одобрения раввинских судов эту часть обряда стали проводить при помощи тампона или через трубочку, которая содержит абсорбирующий тампон. Заключительную частью операции является перевязка. Отец младенца произносит бенедикцию, затем ребёнок передаётся отцу или почётному гостю; моэль поднимает бокал с вином, произносит благословение на вино и благословение Всевышнему, который установил завет со своим народом. Затем моэль произносит молитву за здоровье младенца, оглашая при этом его имя. Имянаречение ребёнка во ходе обряда обрезания составляет древний обычай, известный уже в Новом завете (Лук. 1:59). Принято также, что моэль дает младенцу несколько капель сладкого вина. Церемонию продолжает праздничное угощение и завершают исполнение особых гимнов.
Филон Александрийский стал первым евреем, который предложил аргументы в пользу гигиеничности обрезания. Согласно медицинским исследованиям, во многих отношениях обрезание действительно благоприятно для здоровья. Некоторыми врачами обрезание рекомендуется для всех младенцев мужского пола. Однако в иудаизме медицинские соображения не были основной или второстепенной причиной обрезания в качестве религиозного обряда. По мнению Бенедикта Спинозы, одной лишь практики обрезания достаточно для обеспечения выживания еврейского народа.

## История
Обрезание практиковалось многими народами, начиная с доисторического периода. Эту процедуру выполняли древние египтяне. Согласно Библии, ханаанеям, в отличие от патриархов еврейского народа, этот обряд не был известен (Быт. 34:14—16).
Согласно библейской традиции, обряд восходит к патриарху Аврааму, который будучи в возрасте 99 лет совершил обрезание себе и всем своим домочадцам мужского пола, по предписанию Всевышнего: «Обрезывайте крайнюю плоть вашу: и сие будет знамением завета между Мною и вами. Восьми дней от рождения да будет обрезан у вас всякий младенец мужеского пола, из рода в род… И будет завет Мой на теле вашем заветом вечным» (Быт. 11:13). С заветом обрезания связано обещание Господа передать потомкам Авраама земли Ханаана. За невыполнение обряда полагался карет: «Необрезанный же мужского пола, который не обрежет крайней плоти своей, истребится душа та из народа своего; ибо он нарушил завет Мой» (Быт. 17:14). Обрезание — одна из двух перформативных заповедей, пренебрежение которыми влечёт за собой наказание карет. Другой является неспособность очиститься от трупной скверны. Обрезание стало единственной важнейшей заповедью; считалось, что ни один еврей не может без этого достичь грядущего мира. Заповедь обрезания считается настолько важной, что, по мнению иудейских законоучителей, земля и небо существуют лишь ради крови этого завета (Шаб. 137б). Согласно преданию, Авраам провёл обрезание в десятый день месяца тишрей, то есть в Йом-кипур, в день, когда, как считается в иудаизме, Всевышний отпускает грехи своего народа. Согласно традиционным представлениям, во время сорокалетних скитаний евреев по пустыне новорождённых не подвергали обрезанию, но Иисус Навин обрезал свой народ, прежде чем ввёл их в землю Ханаана (ИбН. 5:2-7).

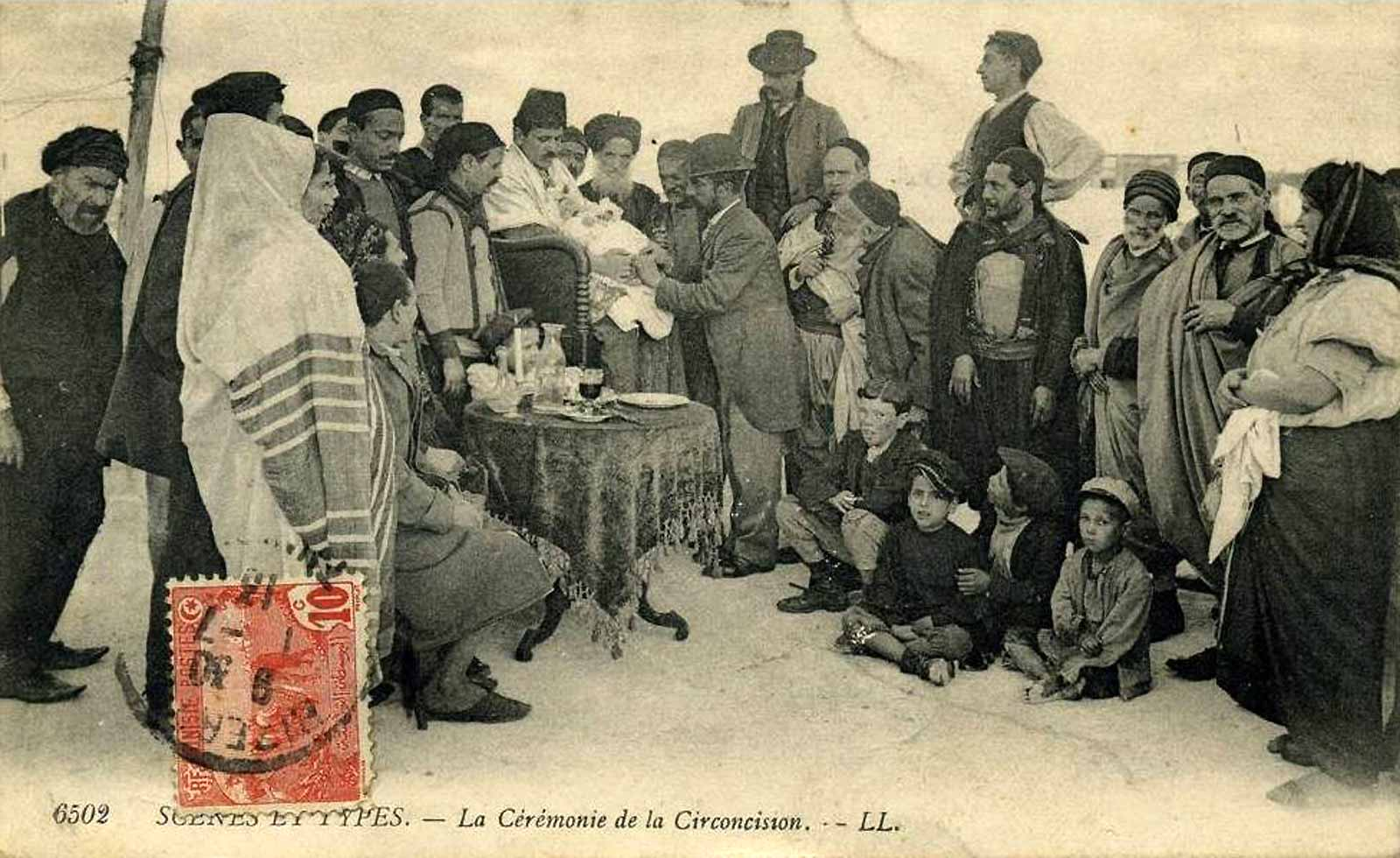
Церемония обрезания у евреев Туниса, около 1900 года

Обряд имел в еврейской среде как религиозный, так и национальный характер. Только обрезанным мужчинам дозволялось принимать участие в пасхальном жертвоприношении (Исх. 12:44, 48). О важности обрезания в качестве религиозно-национального символа свидетельствует, кроме того, и негативное отношение Библии к «необрезанным» (арелим, от орла — «крайняя плоть») филистимлянам. Однако в Северном Израильском царстве этот обряд, предположительно, в течение некоторого времени не исполнялся под влиянием царицы Иезавель; нередко так толкуют слова пророка Илии о «сынах Израиля, оставивших завет» (2Цар. 19:10, 14). У «письменных пророков» выражение «необрезанный» обладало метафорическим смыслом — души, глухой к истине (Иез. 44:1, 9 и др.; Иер. 6:10). В этом смысле пророк Иеремия говорил, что другие народы имеют необрезанная плоть, а Израиль — необрезанное сердце (Иер. 9:25). Иезекииль выказывал презрение к необрезанным язычникам и пророчил им горькую судьбу (Иез. 32:19—32 и др.). В книгах пророков (Ис. 14:14—19; Иез. 38:18 и далее) высказано мнение, что убитый мечом и достойно не погребённый, а также умерший необрезанным попадают на наиболее низший и наихудший уровень обиталища мёртвых.
В эллинистическую эпоху обрезание часто не производилось (Юб. 15:33-34), а еврейские юноши, которые стремились участвовать обнажёнными в играх, проводимых в эллинских гимнасиях, проходили болезненную операцию эписпасма с целью устранения следов обрезания. После победы Хасмонеев и расширения границ Иудейского царства Иоанн Гиркан принудил побеждённых идумеев исполнить обрезание (Древ. 13:257 и далее; 318). Еврейские законоучители этого времени расходились в мнениях, должны ли прозелиты в еврейскую религию проходить это обряд (Иев. 46а).
Раввины посвятили обрезанию, включая при‘а и мецица, всю главу 19 трактата Моэд Шаббат (Талмуд). Это первый текст, в котором при‘а указывается как абсолютное требование. В этой же главе впервые упоминается о предупреждении, что оставление даже «лоскутов» крайней плоти делает процедуру «недействительной». Требования Мишны по данному вопросу имеют три источника: Тора, которая требует обрезания мила; сами раввины, которые добавили требование полного раскрытия короны (при‘а); и древние медицинские верования о лечении ран (отсасывание, перевязка, зира). Тора требует обрезания, но не указывает точно, что именно следует обрезать и насколько.
Филон Александрийский и Маймонид писали, что обрезание имеет эффект уменьшения сексуального удовольствия. Мнение об этом и что обрезание установлено с данной целью, было широко распространено в XIX веке и соответствовало традиционному религиозному учению. Британский медик Герберт Сноу цитировал современника доктора Эшера, утверждающего, что моральной целью было целомудрие.

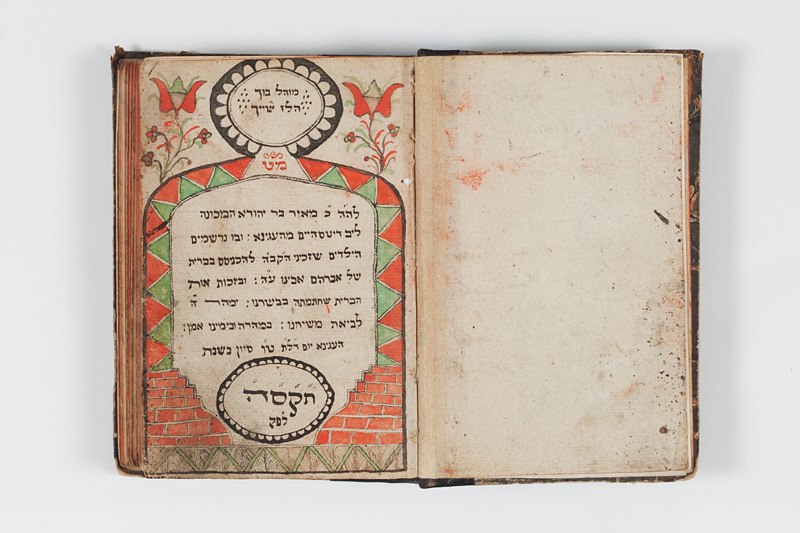
Книга моэля из Эгенайма, Франция, датированная 1805—1849 годами

Популярные обычаи и практики, касающиеся обрезания, видимо, исполнялись довольно последовательно в еврейской общине Восточной Европы, как хасидской, так и миснагидской, хотя наблюдались некоторые региональные различия в деталях. В течение дней, предшествовавших идиш bris‎, принимались меры предосторожности, чтобы не дать демону Лилит похитить ребёнка: приводили школьников читать молитву Шма каждую ночь (за что их награждали сладостями), а в комнате с ребёнком клали амулеты. Накануне церемонии проводилось особое бдение (вахтнахт). По всему дому зажигались свечи. После особой трапезы (се‘уда) присутствовавшие мужчины читали псалмы и изучали Тору до полуночи. Ритуальный обрезчик (моэль), который должен был провести церемонию, также присутствовал и иногда оставлял под подушкой матери свой нож для обрезания. Перед уходом все читали Шма.
Утром в день церемонии младенца обмывали и одевали в одежду, предоставленную «крестными родителями». Ребёнка особым образом заворачивали и несли на подушке, передавали по цепочке родственников, затем клали на мгновение на специальное кресло, отведенное для пророка Илии, а затем помещали на руки сидящего сандека (или кватера — аналог крёстного отца), человека, удостоенного чести держать ребёнка во время самой процедуры обрезания. Также считалось большой честью совершить мецицах, то есть высосать первую каплю крови; эта роль обычно предоставлялась человеку, высоко ценимому за его набожность. Брис проводился в доме младенца или в бет-мидраше или синагоге. Обряд был повод для радости и празднования.
В Израиле многие репатрианты из бывшего СССР, кто не прошёл обрезания ранее, добровольно выполняют этот обряд. Операцию могут выполнять под наркозом врачи-хирурги в присутствии раввина.
В настоящее время обрезание получает смысл не только религиозного обряда, но и национальной традиции. Обрезание проводят как верующие, так и большинство неверующих евреев. Значение этого обряда в жизни евреев на протяжении столетий было так велико, что в современное время для многих евреев обряд является единственной связью с иудейской религией и еврейской традицией.

## Полемика против еврейского обрезания и борьба с ним
На протяжении всей длительной истории еврейская практика обрезания по разным причинам подвергалась критике, а в ряде случаев и подавлению. Евреи имеют долгую историю страданий от наказаний со стороны различных властных органов за исполнение своего обряда обрезания. Запрет обрезания часто исторически был первым шагом к более экстремальным и жестоким формам преследования евреев. Ввиду важности обрезания для еврейской идентичности, евреи нередко интерпретировали противодействие данному обряду как антисемитизм. Мотивы очернения или запрета обрезания разнообразны и могут быть связаны с антисемитизмом, общей ксенофобией или простого столкновения культур, включая изменение отношения к человеческому телу и сексуальности.
В эллинистическом мире обрезанные варвары, наряду с любыми другими, кто обнажал головку полового члена, становились объектами непристойного юмора. Греческое искусство изображало крайнюю плоть, часто прорисованную в мельчайших подробностях, как символ мужской красоты. Дети с врождённо короткой крайней плотью иногда подвергались лечению, известному как эписпазм, направленному на её удлинение. Несколько языческих авторов древнего мире высказывали мнения о еврейском обрезании, которые варьируются от открытой враждебности Тацита, описывавшего его, наряду с другими еврейскими обычаями, как «низменную и отвратительную» практику, которую евреи выбрали намеренно, чтобы «отличить себя от других народов» и выразить свою «ненависть и вражду» к ним (История 5.5.2), до позиции Петрония, который высмеивал эту практику, сравниваему им с диковинными обычаями других народов, такими как прокалывание ушей или раскрашивание лица (Сатирикон 102: 14). Согласно литературным, художественным и юридическим источникам, греки и римляне были склонны рассматривать обрезание как примитивный акт увечья, не подобающий просвещённым и цивилизованным людям. В определенные периоды эту точку зрения разделяли некоторые евреи, пренебрегавшие выполнением ритуала. Некоторые обрезанные еврейские мужчины добровольно подвергались хирургической процедуре (эписпазму), чтобы устранить этот символ отделённости.
Первый запрет на обрезание ввёл Антиохом IV Эпифаном (1Мак. 1:48), вместе с запретом многих других еврейских ритуалов в рамках своих усилий по эллинизации и политической стабилизации Иудейского региона в 165 г. до н. э. Многие матери нарушали этот запрет обрезания и приняли мученическую смерть (2Мак. 6:10). Вторично запрет наложил римский император Адриан, и это стало одной из причин восстания Бар-Кохбы. Если запрет обрезания Антиохом был явно направлен против евреев, более запрет Адриана был связан с законодательством против кастрации, то есть мотивирован моральными, культурными или экономическими интересами, а не антиеврейской враждебностью. Преемник Адриана, Антонин Пий, выборочно отменил запрет Адриана, так что евреям было разрешено обрезать своих детей, но не своих нееврейских рабов; однако для других народов это действие всё ещё считалось тяжким преступлением.
С появлением и распространением христианства обрезание стало одним из знаков различия между иудаизмом и новой религией. Положение, установленное при Антонине Пие, сохранялось в период правления Константина в IV веке и Юстиниана в VI веке, и получило закрепление в каноническом праве. Однако, несмотря на эту правовую защиту, к Средним векам в христианском мире сформировалось новое понимание обрезания. После некоторых дебатов в рамках зарождающейся церкви христиане отвергли телесное обрезание, переосмыслив его как духовную доктрину, которую символизирует крещение; по мере того, как отношение христиан к евреям ухудшалось, еврейская практика «кровавого древнего обряда» стала символизировать для христиан отсталость и слепоту «телесного Израиля». Возможно, периодом наихудшего отношения христиан к обрезанию стал XV век, когда его связали с кровавым наветом и присвоили ему демонический аспект; утверждалось, что евреи жаждали крови «ритуально убитых христиан» из-за её благотворного эффекта при нанесении на рану, остающуюся после обрезания.
Марраны в Испании производили обрезание сыновьям, подвергая себя большому риску. Матери искусственно вызывали у своих новорождённых детей воспаление мочевого канала, чтобы провести обрезание под этим предлогом. Некоторые марраны сами проводили себе обрезание, включая известного португальского маррана Диогу Пиреса. В тюрьме инквизиции арестованные марраны обследовалсись специальным хирургом, который должен был установить, проводилось ли у них обрезание. Участились случаи, когда испанские и португальские марраны совершали поездки в иностранные еврейские общины для прохождения этого обряда. Тех марранов, кто возвращался в Испанию, осматривал хирург от инквизиции.
В первой половине XIX века правительства различных европейских стран рассматривали возможность регулирования, если не запрета, брит мила на том основании, что он представляет потенциальную медицинскую опасность.
С 1843 года франкфуртские лидеры радикального реформизма в иудаизме предпринимали попытки убедить приверженцев своего направления отказаться от данного обряда. Дискуссия по этому вопросу продолжалась около 20 лет. Они выдвинули пять доводов: обрезание предписывалось Аврааму, но не Моисею, при этом обрезание не является исключительно еврейским признаком, практикуясь также потомками Исмаила, ныне — мусульманами; обрезание лишь один раз упомянуто в законах Моисея и не повторяется в книге Второзаконие; Моисей не проводил обрезания своему сыну; поколение, которое родилось во время скитаний по пустыне также осталось не обрезанным; иудаизм не предусматривает инициации девочек. Раввины ортодоксального иудаизма защищали проведение обрезания, сформулировав ответы на все пять доводов реформистов, а Л. Цунцем была написана брошюра об обрезании, выпущенная во Франкфурте в 1844 году. В настоящее время подавляющее большинство раввинов в среде реформизма не возражают против проведения этого обряда.
Этот диспут достиг России в 1880-х годах. Российские еврейские врачи выразили обеспокоенность по двум основным вопросам: компетентности тех, кто проводит процедуру, и метода, используемого для мецица. Многие еврейские врачи поддерживали идею процедурных и гигиенических реформ в практике и обсуждали вопрос о врачебном надзоре во время проведения церемонии. Наиболее важным было то, что многие выступали за проведение мецица пипеткой, а не ртом. В 1889 году комитет по обрезанию, созванный Российским обществом охраны здоровья, в который вошли ведущие еврейские деятели, рекомендовал просвещать еврейскую общественность о проблемах, связанных с обрезанием, в частности, о возможной передаче таких заболеваний, как туберкулез и сифилис, посредством мецица через рот.
Начало этим дискуссиям в России положил Вениамин Португалов, единственный среди российских врачей-евреев, кто призывал к отмене обрезания. Португалов не только отрицал все медицинские утверждения о санитарных преимуществах обрезания, но и пренебрежительно отзывался об этой практике как о варварской, сравнивая её с языческими ритуальными увечьями. Он утверждал, что ритуальное обрезание было возложенным евреями на самих же себя препятствием для достижения подлинного равенства с другими народами Европы. Повторяя политические аргументы того времени, опиравшиеся на антропологию, Португалов раскрыл более масштабные, глубинные вопросы о месте евреев в современном европейском обществе, мотивировавшие эти дебаты.
В новейшее время, в условиях относительного снижения значимости религии, оппозиция обрезанию получила новые и разнообразные формы. С развитием национализма и расизма многие неевреи стали рассматривать настойчивость в сохранении обряда обрезания как пример отказа евреев решить еврейский вопрос через ассимиляцию. Критика обрезания также исходила из сферы развивающейся психологии, в рамках которой предполагались вредные последствия этой практики для психики еврейского мужчины. Многие в медицинской среде осуждали ритуал как антисанитарный и способствующий передаче сифилиса и гонореи, которые, как широко считалось, были «еврейскими» болезнями.
В Советском Союзе закон никогда прямо не запрещал обрезание, однако в 1920-х — 1950-х годах мохелы часто привлекались к суду по различным статьям, а родители обрезанного ребёнка лишались работы.
Обрезание то входило в моду, то выходило из неё среди населения в целом, и в настоящее время эта практика идёт на спад. Антисемиты в Соединённых Штатах и других странах время от времени ссылаются на эту практику как «аргумент», что иудаизм является «бесчеловечной» религией. Эта точка зрения, однако, не получила широкого распространения.